# The XXXorcist
Pour plus de détails, voir Fiche technique et Distribution.
The XXXorcist est un film pornographique américain réalisé par Doug Sakmann, sorti en 2006. Il s'agit d'une parodie pornographique du film L'Exorciste.

## Fiche technique
- Titre original : The XXXorcist
- Réalisation : Doug Sakmann
- Scénario : Doug Sakmann
- Montage : Doug Sakmann
- Pays d'origine :   États-Unis
- Société de distribution : Pulse Distribution
- Date de sortie :
  -  États-Unis : 2006
- Interdiction aux moins de 18 ans
- Format : Couleurs
- Genre : Horreur, pornographie

## Distribution
- Joanna Angel : Regan Theresa MacFeel
- Tommy Pistol : Father Merkin
- Kylee Kross : Mrs. MacFeel
- Evan Seinfeld : Father Seinfeld
- Andy Straub : Officier de police